# Rodrigo Riera
Rodrigo Riera (Carora, Lara, Venezuela, 19 de septiembre de 1923 - Barquisimeto, Lara, Venezuela, 9 de agosto de 1999) fue un guitarrista y compositor venezolano de origen muy humilde y grandes méritos artísticos. Autor de un importante cúmulo de obras para la guitarra clásica, inspiradas y dedicadas al patrimonio musical de su región natal en el Estado Lara en Venezuela. Su escritura es nacionalista basada en géneros y estéticas de la música tradicional venezolana, ideal para la formación y desarrollo de la sensibilidad en el guitarrista.
Fue también un importante educador de la guitarra clásica. Contribuyó con más de 25 años de docencia en la Universidad Centro Occidental Lisandro Alvarado (UCLA). Riera llamaba a esta tarea "El Guitarral" en alusión a la siembra de la guitarra en las nuevas generaciones de guitarristas. Dentro de sus discípulos destacan importantes guitarristas venezolanos tales como Efrén Suárez, Valmore Nieves y Rafael Suárez.
Finalmente, tuvo una importante carrera como guitarrista de concierto. No obstante ello, no existen suficientes grabaciones representativas de su trabajo. Las que existen son relativamente difíciles de hallar.

## Obras

### Obras para guitarra
- Aire venezolano, 17.Mar.1963;
- Perfil gitano, New York, 1964;
- Estudio to put a kitten to sleep, 25.May.1972;
- Sugerente, waltz, Barquisimeto, 12.Mar.1976, ded. to his son Andrés Raúl;
- Preludio (Estudio), Caracas, 14.Jun.1976, ded. to his friend Francisco Andrés, inspired on J.S.Bach;
- Paseo, 25.Nov.1978;
- Joropito, 25.Dec.1978;
- Aguinaldo, Barquisimeto, 4.Dec.1978;
- Melodía para dos guitarras, Barquisimeto, 6.Dec.1978 (there is a transcription for guitar and bassoon);
- Preludio estudio, 1978;
- Valse Estudio, Barquisimeto, 3.Mar.1979;
- Valse (Suite to sing to the Peoples);
- Valse Estudio, Barquisimeto, 5.Jun.1979;
- Seis por derecho, 20.Jun.1979,
- Estudio preludio, Barquisimeto, 18.Nov.1979;
- Preludio, Barquisimeto, 28.Nov.1979;
- Estudio, 25.Jun.197?; Preludio, 27.Jan.1980;
- Melodía (in waltz form), Barquisimeto, 5.Apr.1980;
- El Poeta, Barquisimeto, 5.Apr.1980;
- Valse al negro Tino, Barquisimeto, 16.May.1980;
- Preludio Ingenuo, 9.Jul.1980;
- Canción y Danza, Barquisimeto, 18. VII.1980, ded. to his cousin Ignacio Ramos Silva, guitarist;
- Preludio, Barquisimeto, 22.Jul.1980;
- Preludio estudio. 28.Sep.1980;
- Julita, Barquisimeto, 1980, waltz;
- El simplón, Barquisimeto, 9.Jun. 1981, tres Guitarras, waltz etude;
- Pajarillo con revoltillo, Barquisimeto,1981, ded. to his son Rubén;
- Valse en forma de preludio, 10.Mar.1982;
- Pequeño Valse, 1.Apr.1982;
- Valse lento, 10.Jun.1982;
- Estudio in danza zuliana form, Barquisimeto, 15.Nov.1982;
- Danza popular venezolana, Barquisimeto, 23.Dec.1982;
- Estudio, Barquisimeto, 9.Feb.1983;
- Estudio, 21.Mar. 1983;
- Estudio, 24.Mar.1983;
- Estudio-danza, Barquisimeto, 6. IV. 1983;
- Preludio a Luis, 16.May.1983;
- Valse, Barquisimeto, 15.Jul. 1983, waltz etude;
- Estudio, Barquisimeto, 25.Oct.1983;
- Merengue venezolano, Barquisimeto, 27.Oct. 1983, etude;
- Merengue venezolano, ?.Mar.1984;
- Preludio, 20. XI.1984, Preludio in etude form;
- Pequeña danza, Barquisimeto, 17.Apr.1985, etude;;
- Merengue, 23.Apr.1985, etude;
- Danza, 24.Apr.1985, etude;
- Canción, 25.Apr.1985, etude;
- Preludio, Barquisimeto, 24.Apr.1985;
- Danza, 6.May.1985;
- Danza infantil, 6.May.1985;
- El Carne, 21.May.1985, merengue-etude;
- Valse Estudio, Barquisimeto, 21.May.1985;
- Preludio, Barquisimeto, 22. V. 1985;
- Danza en forma de estudio, Barquisimeto, 3.Jun. 1985;
- Danza, Barquisimeto, 18.Jun.1985;
- Preludio, 21.Nov. 1985, etude;
- Lección en forma de chôro, Barquisimeto, 5.Mar.1986, ded. to Felipe Sangiorgi (Musicologist);
- Preludio criollo, Editado por ´´Edition Sikorsk´´i NR, Germany, c.1963, recorded by the composer;
- Danza a Maracaibo, recorded by the composer;
- Serenata ingenua, grabado por el compositor;
- Merengue Venezolano, recorded by the composer;
- Canción Caroreña, recorded by the composer;
- Choro (Publ. by Unión Musical Española), Madrid, 1964, recorded by the composer;
- Nana, (Publ. by Unión Musical Española), Madrid, 1964;
- Melancolía (Published in the Cuatro Piezas Venezolanas collection, Halstan y Co. Lid, England, c. 1984);
- Monotonía Nostalgia, ídem.; Valse, ded. to Nando Riera, recorded by the composer;
- Elorac, ded. to Carole Warner, (Published by Unión Musical Española), Madrid, 1964, recorded by the composer;
- Estudio; a simple melody in country waltz form;
- Joropo; Etude;
- El Encandilador de Zamuros, based on a store by the same name;
- Danza a Manolay; Preludio a la Cruz; melodía for an Etude by Sor;
- Oración al Jueves Santo, Preludio;
- Alegre Golpe; Canción I; Canción II; Valse ded. to don Manuel Guerrero;
- Estudio Lento; El juguetón, etudes in waltz form; Canción, recorded by the composer;
- Joropo, improvisation while being recorded by the composer;
- Merengue, etude;
- Valse, etude;
- Preludio; Manotolo; Estudio in merengue form;
- Valse Estudio; etude in joropo form;
- Aire venezolano;
- Valse etude;
- Danza venezolana;
- Preludio en terceras;
- Andante;
- Danza infantil, merengue infantil;
- Canción, etude;
- Danza Estudio, Andante, etudes;
- Valse, waltz ded. to Agapito Pérez Cordero, guitarist;
- Estudio; Estudio de simples acordes; Vals campestre, ded. to his son Andrés Raúl;
- Homenaje a La Chica Chagua;
- Canción a mi hija María Josefina, ded. to daughter María Josefina;
- Danza al Zulia, zulian dance;
- Aire zuliano, ded. to his student Darío González;
- Valse a mi Nacha Mosquera, waltz ded. to Nacha Mosquera;
- Canción blanda y Valse estudio, ded. to his son Rubén;
- Homenaje a Teresa Rojas; Golpe al diablo de Carora; Ysabel, Mercedes, waltzes;
- Pequeña suite para guitarra a la manera de mi pueblo, Canción, Danza, Pequeño Valse, song, dance, little waltz;
- El popular, waltz, ded. to his friend the artist Jesús Soto;
- Canción, ded. to Raúl Borges;
- Preludio; Dance; Study; Autograph; Venezuelan profile for two guitars.

### Transcripciones y arreglos
- Fernando Sor, Two small works for guitar, for three guitars;
- Antonio Lauro, Natalia, waltz, Barquisimeto, 13.May.1981, arr. for two guitars;
- Flavio Herrera, Polka;
- (anonymous) Tonada.

Fuentes: Entrevistas; archivos de Rodrigo Riera.
Discografía
- Rodrigo Riera plays. LP publicado en 1965 por The Musical Heritage Society Inc. de New York
- Arpegios y Sortilegios. CD de arreglos para dos guitarras de obras de Fernando Sor, Rodrigo Riera, Pernambuco, Antonio Lauro y Raúl Borges (segunda guitarra: Jonathan Coles). HM Records, Caracas